# Joan Elias Garcia
Joan Elias Garcia (Barcelona, 1956) és un catedràtic de Matemàtiques de la Universitat de Barcelona. Va ser rector d'aquesta mateixa universitat entre desembre de 2016 i desembre de 2020.

## Biografia
Joan Elias Garcia neix a Barcelona l'any 1956. Es va educar a l'escola Jesuïtes El Clot i també a la del carrer de Casp de Barcelona, on també hi va estudiar, tot i que vint anys abans que ell, el també rector de la Universitat de Barcelona, Josep Maria Bricall.
Doctor en Matemàtiques i especialista en Àlgebra commutativa, pertany al grup de recerca Àlgebra i geometria algebraica. Fou cap d'estudis de l'ensenyament de matemàtiques entre 1992 i 1993.
Degà de la Facultat de Matemàtiques entre 1996 i 2002. Va ser editor en cap de la Reial Societat Matemàtica Española i secretari General del Consell Interuniversitari de Catalunya (2006).
Vicerector amb Dídac Ramírez i Sarrió entre 2008 i 2010, va abandonar per sorpresa el vicerectorat per desavinences amb l'equip al qual pertanyia, essent substituït com a vicerector de professorat per Manel Viladevall. Ramírez es va mostrar sorprès d'aquestes dimissions i també "dolgut" per aquell fet, ja que, segons ell, les crítiques no es van fer públiques fins al moment de la dimissió dels mateixos, tot expressant dubtes pels motius adduïts per la dita dimissió. Fou favorable a la candidatura de la Dra. Victòria Girona a les eleccions al rectorat del 2012, en contraposició al seu antic equip rectoral, que va guanyar les eleccions. En aquest sentit va assegurar de la candidata que "hagués estat una bona rectora".
Les eleccions al rectorat de la Universitat de Barcelona, celebrades durant el 2016, no van estar exemptes de crítiques entre els dos candidats a rectors (segona volta). Joan Elias, en una entrevista, va afirmar que la seva candidatura representava un canvi vers el seu contrincant a la segona volta, Màrius Rubiralta, del que va dir que representava un ‘ancien régime’ o ‘stablishment’. El candidat Rubiralta -antic rector (2005-2008)- va expressar-se durament contra les calúmnies que, segons ell, va rebre durant les eleccions a rector. I així ho va fer manifestament públic en saber-se els resultats de les eleccions, la nit de l'1 de desembre del 2016. Arran d'aquest fet, el rector electe, es va desmarcar afirmant que la seva candidatura no va participar en cap rumor sobre la persona del seu contrincant, l'exrector Rubiralta.
Les eleccions al rectorat de la Universitat, en la segona volta en la qual fou escollit, van arribar a un 13,76% dels electors totals convocats. Segons va afirmar, dels set candidats presentats, la "pugna" electoral estava entre tres candidats i el resultat seria una "tómbola". Durant la campanya es va presentar com a "candidat del canvi" i, un cop elegit, va criticar el fet que es presentessin tants candidats al rectorat tot afirmant que fou "un petit desastre".
En la segona volta de les eleccions a rector de la UB dels dies 17 i 18 de desembre de 2020, col·lectius d'extrema dreta han demanat el vot per la seva candidatura.

## Rector de la Universitat de Barcelona
És nomenat rector el dia 19 de desembre de 2016. Durant el seu mandat rectoral ha estat criticat per part d'alguns sindicats, com el COS, que ha mostrat la seva preocupació vers l'actitud rectoral en referència al Referèndum de l'1 d'octubre a Catalunya "silenciament dantesc de la UB sobre el major conflicte polític viscut a Catalunya des del 1977". En un manifest presentat per 8 rectorats de les Universitats de Catalunya, el setembre del 2017, els respectius rectorats demanaven diàleg, respecte a la llibertat d'expressió i a les lleis, però cap acció es produí amb el suport explícit del Claustre de la Universitat de Barcelona, reunit -per primer cop des del nomenament com a rector- el 15 de novembre del 2017. La convocatòria dels dos claustres del 2017 -15 de novembre i 19 de desembre, es va produir quasi un any després del seu nomenament com a rector, essent només realitzats segons els estatutàriament prescrits (Art. 57 de l'Estatut de la UB). També membres del Consell de govern de la Universitat, el 20 d'octubre del 2017, van "explicitar mancances" respecte a l'actuació del rectorat durant els mesos anteriors sobre la situació a Catalunya. El mateix Elias, en una entrevista amb la Dra. Arboix -rectora de la Universitat Autònoma de Barcelona-, va afirmar respecte de les Universitats i la situació a Catalunya: "de vegades hem de posicionar-nos perquè hi ha temes molt candents però ha de ser per una cosa molt puntual i molt dramàtica".
Durant els primers sis mesos de rectorat, Joan Elias, va cessar dues vicerectores de la Universitat de Barcelona: les titulars del vicerectorat d'Estudiants i Política Lingüística i el vicerectorat d'Ordenació Acadèmica. El març del 2018, el gerent de la Universitat (que pren possessió 11 mesos abans) i el director de recursos humans (pren possessió 5 mesos abans) van presentar la seva dimissió al rector, moment en què el vicerectorat d'Economia desapareix i el seu titular passa a la gerència de la Universitat. L'ex diputat Germà Bel es fa referir amb duresa a l'augment de sou del nou gerent, Oriol Escardíbul, que va passar de 100.000 euros a 113 mil. El dia 24 d'abril (2018) fou destituïda la vicerectora de Personal Docent i Investigador, substituïda per Josep Batista. El cap de gabinet, Ernest Pons, fou nomenat vicerectorat de Comunicació i Coordinació, essent substituit al davant del gabinet per Pedro Vázquez. Rafael Martínez al seu torn, va presentar la dimissió el gener del 2019 al·legant motius personals, substituït per Francisco Esteban. Rafael Martínez presentà la seva dimissió el dia anterior al replantejament de l'estructura rectoral del 2018. Albert Cirera és nomenat vicerector de la nova cartera d'innovació, que es deslliga d'altres dues carteres. Finalment, l'octubre del 2019, es creà el vicerectorat de Docència encapçalat per la Dra. Sílvia Burset, que queda disgregat de l'anterior cartera d'ordenació Acadèmica i Qualitat (ocupat des del 2016 per Amelia Díaz). El març de 2020 es produeix el cessament de Belén Noguera com a Secretària General, càrrec que des d'aquell moment ostentarà Maite Vilalta, que compaginarà aquesta àrea amb el vicerectorat d'igualtat.
El desembre del 2017, en plena campanya electoral per a les eleccions al Parlament de Catalunya del 21 de desembre, Universitats per la República va realitzar un seguit d'actes a Universitats públiques de Catalunya. A la Universitat de Barcelona, l'acte de campanya fou suspès en un primer moment, el moviment d'estudiants independentista va al·legar pressions de la Universitat, tot i aquest fet es va poder concretar un acte el dia 14 de desembre a la Facultat d'Econòmiques. El dia 24 d'abril del 2018, durant un acte en suport als presos polítics realitzat a la Facultat de Geografia i Història de la Universitat, es va retirar el logotip de la Universitat, radicat en un roller que presideix la sala de Graus del centre. Algunes fonts van suggerir que era fruit de la decisió del rectorat, que ho va desmentir després.
Durant les eleccions al Claustre de la Universitat de Barcelona del 2018, un grup de candidats del sector "Personal Docent i Investigador" i del sector "Administració i Serveis", van denunciar que tot i presentar-se en dues agrupacions sota el nom d'"Universitats per la República" i una altra candidatura com "Assemblea feminista UB", finalment, les dues agrupacions no apareixien en el moment de realitzar la proclamació de candidats per la Junta Electoral. Per aquest fet, es va titllar a la Universitat de "censuradora".
El 2 de febrer del 2018 fou nomenat president de la Comissió Sectorial d'Internacionalització de la CRUE. Aquest s'incorporà, d'aquesta manera, al govern de l'entitat que aixopluga les Universitats espanyoles, encapçalat pel polèmic rector de la Universitat de Lleida Roberto Fernández, que afirmà que historiadors catalans adoctrinaven amb relació al segle xviii,.
La manifestació convocada per l'ANC durant la festa Nacional de Catalunya del 2018 no va estar exempta de polèmica al voltant del rectorat. Tot i haver contactat amb les Facultats de la zona propera al lloguer d'espais relacionats amb el seguiment de l'acte (Campus Diagonal), i la primera aprovació dels centres, el rectorat de la UB va prohibir la realització dels actes adduint motius de seguretat poc abans de l'acte. A més a més l'interior dels edificis de la institució que havien estat engalanats amb pancartes i cartells a favor de la llibertat dels presos líders independentistes van ser retirats sense cap avís.
El novembre del 2018 l'exdiputada de la CUP Mireia Boya i el Col·lectiu Praga, entre d'altres, van protestar activament contra el rectorat de la Universitat per la celebració de l'acte del 20è aniversari de la llei de la jurisdicció contenciós-administrativa, a celebrar el 15 de novembre d'aquell mes corrent. L'acte estava previst que es realitzés a la Facultat de Dret de la mateixa Universitat amb presència de Carlos Lesmes i el mateix rector, va ser durament criticat per sectors de l'independentisme. En el cas de l'exdiputada, va referir-se a aquest fet amb les paraules següents: "En Joan Elias, rector de la Universitat de Barcelona, té la poca-vergonya de rebre el carceller Lesmes en un acte oficial de l'UB. Això en comptes de dir Llibertat presos polítics". Tot i aparèixer en un primer moment en el cartell de l'esmentat acte, el rector, va obviar la seva assistència al mateix en el seu espai oficial de Twitter. En aquest espai es refereix a la seva incapacitat d'estar a dos llocs a la vegada, ja que aquell dia seria a la ciutat de Dublín, disculpant-se per aquest fet i descartant la seva assistència.
L'estiu del 2019 diversos diaris es van fer ressò dels preus de la nova residència estudiantil (escola major) Aleu i del malestar que va crear entre usuaris a les xarxes socials pels elevats preus de les habitacions, que en alguns casos ascendien a dos mil euros segons els topalls de taxes marcades pels òrgans de la universitat de Barcelona. Des de la universitat es va defensar la "llibertat de mercat" i els alts preus de la ciutat, contestant als usuaris que criticaven les tarifes més altes de l'Estat en educació universitària.
A l'inici de l'any acadèmic 2019, el president de la Generalitat de Catalunya Quim Torra va demanar als rectors i rectores de Catalunya que des de les institucions educatives es "denunciés" la presó de diversos polítics i activistes catalans i, especialment, de tres professors universitaris en el marc del Judici al procés independentista català. Aquest acte es realitzava pocs mesos després que grups universitaris denunciessin que els rectors de la UB i la UAB es van oposar a un pronunciament conjunt i públic a favor dels membres -professors universitaris- de la Sindicatura Electoral de l'1-O encausats.
A les eleccions al Rectorat de la Universitat de Barcelona de 2020 va presentar la seva candidatura "Primer, la UB", amb gran part de l'equip que l'havia acompanyat al llarg de la legislatura i amb un programa electoral de continuïtat. Va quedar en segona posició a la primera volta amb el 32,56% del Vot ponderat i va passar a la segona volta juntament amb el catedràtic de Psicologia Joan Guàrdia i Olmos. Finalment, Elias va obtenir un 45,72% dels vots en segona volta i Guàrdia va ser proclamar rector electe.

## Publicacions
- Colomé i Nin, Gemma. Multigraded Structures and the Depth of Blow-up Algebras [Recurs electrònic] . Tesi doctoral. Director Joan Elias Garcia. Barcelona, Universitat de Barcelona, 2008. Disponible a: Tesis doctorals en xarxa
- Elias Garcia, Joan. Sobre la existencia del esquema de Hilbert de los gérmenes de curva de (KN,0) [Recurs electrònic] . Barcelona : Universitat de Barcelona, 2008. Tesi doctoral. Director Eduardo Casas Álvaro. Disponible a: Tesis doctorals en xarxa
- Elias Garcia, Joan i José Mª Giral Silió. Existencia de grandes modulos de Cohen-Macaulay. Barcelona : Universidad de Barcelona. Departamento de Álgebra y Fundamentos, DL 1981. Disponible a: Catàleg de les biblioteques de la Universitat de Barcelona[Enllaç no actiu].
- Elias, Joan i alt. Six lectures on commutative algebra. Basel [etc.] : Birkhäuser Verlag, 1998. Disponible a:Catàleg de les biblioteques de la Universitat de Barcelona[Enllaç no actiu]
- Elias Garcia, Joan. On the depth of the tangent cone and the growth of the Hilbert function. American Mahematical Society, 1999. Disponible a :Dipòsit digital de la Universitat de Barcelona
- Elias Garcia, Joan i M.E. Rossi. Isomorphism classes of short Gorenstein local rings via Macaulay's inverse system. American Mathematical Society, 2012. Disponible a: Dipòsit digital de la Universitat de Barcelona